# Чеканаускас, Витаутас
Ви́таутас Чекана́ускас (Витаутас Альгирдо Чеканаускас; лит. Vytautas Edmundas Čekanauskas; 13 мая 1930, Шяуляй — 6 июля 2010, Вильнюс) — советский, литовский архитектор, педагог. Народный архитектор СССР (1975). Лауреат Ленинской премии (1974).

## Биография
Учился в гимназии имени Юлюса Янониса (Шяуляй, 1942—1949), затем на отделении архитектуры Государственного художественного института Литовской ССР в Вильнюсе (ныне Вильнюсская художественная академия) (1949—1955).
В 1955—1992 годах — архитектор, руководитель группы, главный архитектор проектов в Институте проектирования городского строительства Госстроя Литовской ССР. 
С 1974 года — преподаватель кафедры архитектуры Государственного художественного института Литовской ССР, доцент (1974), профессор (1993), член сената Вильнюсской художественной академии.
Член-корреспондент (1979), действительный член АХ СССР (1988). Член Союза архитекторов СССР (1958). Член правления Союза архитекторов СССР (1975). Член Союза архитекторов Литовской ССР. Член Президиума правления Союза архитекторов Литовской ССР (1967). Академик Международной академии архитектуры (IAA) (1987).
Умер в Вильнюсе 6 июля 2010 года. Похоронен на Антакальнисском кладбище.

## Награды и звания
- Народный архитектор СССР (1975)
- Ленинская премия (1974) — за архитектуру жилого района Лаздинай в Вильнюсе
- Премия Совета Министров СССР (1971)
- Государственная премия Литовской ССР (1971)
- Орден Трудового Красного Знамени (1971)
- Офицерский крест ордена Великого князя Литовского Гядиминаса (2000)
- Медаль «За трудовое отличие» (1954)[2]
- Орден Рыцаря архитектуры Союза архитекторов Литвы (2000)
- Знак почёта Союза архитекторов Литвы (2005)[3]
- Статуэтка Святого Христофора — за сохранение архитектурных традиций Вильнюса (Муниципалитет Вильнюса, 2008).

## Важнейшие работы
- Жилой квартал Союза композиторов Литвы (1966, Вильнюс)
- Здание Союза композиторов Литвы (1966, Вильнюс)
- Дворец художественных выставок (1967, Вильнюс, ул. Музеяус), ныне Центр современного искусства (ул. Вокечю)
- Жилой район Лаздинай (1974, Вильнюс; совместно с В. Бредикисом; Ленинская премия, которую, помимо авторов проекта, получили также архитекторы В. К. Бальчюнас, Г. Валюшкис, строители А. Клейнотас, В. Шилейка[4])
- Институт экономики сельского хозяйства (1978, Вильнюс)
- Здание Правительства Литвы (строилось как здание ЦК КПЛ; 1982, Вильнюс, проспект Гедимина, 11)
- Памятник и сквер Адама Мицкевича (1983, Вильнюс; скульптор Гядиминас Йокубонис)
- Административно-коммерческий комплекс (1999, Жверинас, Вильнюс)
- Реконструкция железнодорожного вокзала (1998—1999, Вильнюс)
- Костёл Святого Иоанна Боско (1993—2003, Вильнюс)